# Cressy-sur-Somme
Cressy-sur-Somme è un comune francese di 239 abitanti situato nel dipartimento della Saona e Loira nella regione della Borgogna-Franca Contea.

## Società

### Evoluzione demografica
Abitanti censiti